# Frances Herrmann
Frances Herrmann (auch Francés Herrmann; * 22. Juni 1989 in Cottbus) ist eine deutsche Leichtathletin, die im Diskus- und Speerwurf paralympische Medaillen gewonnen hat.

## Leben
Herrmann studierte Soziale Arbeit an der Brandenburgischen Technischen Universität Cottbus-Senftenberg. Sie lebt in Cottbus und arbeitet als Sozialarbeiterin an der Sportschule Cottbus. 2020 brachte sie ihren Sohn zur Welt.

## Karriere
Frances Herrmann hat eine angeborene spastische Tetraparese aufgrund derer sie in die Kategorie F34 der Para-Leichtathletik eingestuft wurde. Das bedeutet, dass ihr Rumpf und ihre Beine bei Wettkämpfen fixiert sind. Sie ist Mitglied des Brandenburgischen Präventions- und Rehabilitationssportverein e. V. (BPRSV e. V.) und trainiert seit ihrem 14. Lebensjahr mit Ralf Paulo. Sie war die erste behinderte Sportlerin, die 2006 die Zulassung zur Lausitzer Sportschule bekam.
Herrmann begann ihre sportliche Karriere mit Diskuswurf, wechselte dann aber zum Speerwurf, da für ihre Behindertenkategorie Diskuswurf aus dem Wettkampfprogramm gestrichen wurde. Der Speerwurf ist heute ihre wichtigste Disziplin.
2008, nur zwei Jahre nach ihrem Eintritt in die Sportschule, hatte sie ihr internationales Debüt, als sie bei den Paralympischen Sommerspielen in Beijing teilnahm. Sie gewann die Silbermedaille mit 21,19 Metern (1109 Punkten) im Diskuswurf, gelangte beim Speerwurf auf den 7. Platz und im Kugelstoßen auf Platz 10.
Bei den Paralympischen Sommerspielen in London 2012 konnte sie den fünften Platz beim Speerwurf und den achten Platz beim Kugelstoßen einnehmen. Ihre zweite paralympische Medaille gewann sie 2016 bei den Paralympischen Sommerspielen in Rio, als sie im Speerwurf mit 18,16 Metern den dritten Platz einnahm. Beim Kugelstoßen kam sie auf Platz 6.
Bei den Paralympischen Sommerspielen 2020 in Tokio, die wegen der COVID-19-Pandemie erst 2021 stattfanden, konnte Herrmann wieder einen Erfolg feiern. Sie gewann mit 17,72 Metern die Silbermedaille im Speerwurf und gehört auch zu den ersten Athletinnen, die nach der Geburt eines Kindes eine Paramedaille gewannen.
Herrmann nahm auch regelmäßig an den Leichtathletik-Weltmeisterschaften für Behinderte teil, 2015 kam sie im Speerwurf mit 16,82 Metern auf den dritten Platz und im Kugelstoßen auf Platz 5. 2019 nahm sie beim Speerwurf den 4. Platz ein.
Bei den Leichtathletik-Europameisterschaften für Behinderte, an denen sie teilnahm, konnte sie jedes Mal eine Medaille gewinnen: 2012 gewann sie Silber im Kugelstoßen, 2014 Bronze im Kugelstoßen, 2016 Silber im Speerwurf und Bronze im Kugelstoßen. 2018 und 2021 konnte sie im Speerwurf wieder Silber gewinnen.
Bei den Leichtathletik-Weltmeisterschaften 2023 in Manchester konnte Herrmann mit 17,74 Metern die Silbermedaille im Speerwurf der Frauen (F34) gewinnen.

## Auszeichnungen
2017 wurde Frances Herrmann der Verdienstorden des Landes Brandenburg verliehen. Das Land Brandenburg veröffentlichte dazu folgende lobende Worte: „Herrmann ist eine herausragende Repräsentantin des Brandenburger Sports, Sozialarbeiterin in Cottbus und dazu ehrenamtlich engagiert, etwa als Jugendwärterin des Behinderten-Sportverbandes Brandenburg.“
Für ihre Silbermedaille in Tokio wurde sie von Bundespräsident Frank-Walter Steinmeier am 8. November 2021 mit dem Silbernen Lorbeerblatt ausgezeichnet.